# Byrsonima coccolobifolia
Byrsonima coccolobifolia är en tvåhjärtbladig växtart som beskrevs av Carl Sigismund Kunth. Byrsonima coccolobifolia ingår i släktet Byrsonima och familjen Malpighiaceae. Inga underarter finns listade i Catalogue of Life.

## Bildgalleri

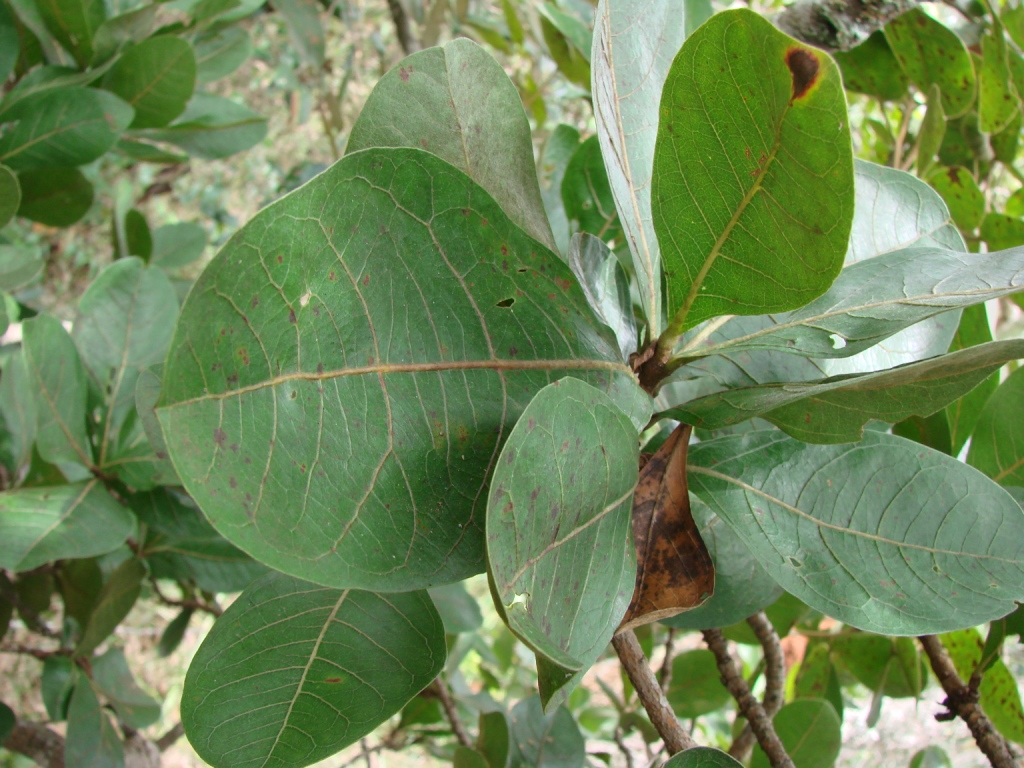